# Elliott Forbes-Robinson
Elliott Forbes-Robinson (La Crescenta-Montrose, Californië, 31 oktober 1943) is een Amerikaans autocoureur. In 1999 werd hij de eerste kampioen van de American Le Mans Series. In 1997 en 1999 won hij de 24 uur van Daytona.

## Carrière
Forbes-Robinson werd geboren in de Verenigde Staten, maar bracht de eerste twee jaar van zijn leven in Australië door, aangezien hij een Australische moeder heeft. Zijn familienaam was oorspronkelijk Robinson, maar zijn vader veranderde dit in Forbes-Robinson omdat er in die buurt veel families waren die Robinson heetten. In 1945 keerde de familie terug naar de Verenigde Staten en gingen zij in het Californische Glendale wonen. Forbes-Robinson ging hier naar school en deed vervolgens een opleiding tot vliegtuigmonteur.
Forbes-Robinson kwam in aanraking met de autosport via zijn vader, die amateurcoureur was. In 1964 raakte hij zwaargewond bij een race-ongeluk op de Riverside International Raceway en moest hij zijn racecarrière beëindigen. Hij reed in deze race in een Austin-Healey, die hij beloofde aan zijn zoon te geven voor diens 21e verjaardag. De auto raakte bij dit ongeluk zwaar beschadigd, maar de jongere Forbes-Robinson wist deze in de werkplaats van Richie Ginther weer te herstellen. Begin jaren '60 ging hij zelf met deze auto racen. In het begin van zijn carrière nam hij voornamelijk deel aan het autocross en het heuvelklimmen. In 1967 werd hij professioneel coureur nadat hij lessen bij de rijschool van de Sports Car Club of America had bijgewoond. In 1970 behaalde hij zijn eerste successen in een Porsche 914, met overwinningen op de Bonneville-zoutvlakte en de Portland International Raceway.
Begin jaren '70 behaalde Forbes-Robinson diverse successen in Noord-Amerika, zowel in het formuleracing als in de sportwagens. In 1974 werd hij kampioen in de Amerikaanse Formule Vee, en in 1976 in de C-klasse van de SCCA National Championship Runoffs. Daarnaast won hij in 1974 twee Formule Atlantic-races en reed hij in een Eagle 74A in de Formule A, het Amerikaanse equivalent van de Formule 5000. In 1975 werd hij dertiende in deze klasse in een Lola T332.
Forbes-Robinson heeft in een groot aantal kampioenschappen gereden. Zo stond hij tussen 1976 en 1984 aan de start van 22 NASCAR-races in de Winston Cup Series als zogeheten "road course ringer", een coureur die voornamelijk deelneemt aan en succesvol is op reguliere circuits in plaats van ovals, die het grootste deel van de NASCAR-kalender beslaan. In 1981 behaalde hij drie top 10-finishes in deze klasse op Riverside, de Rockingham Speedway en de Charlotte Motor Speedway. Tussen 1977 en 1980 kwam hij ook uit in de Can-Am. Hij behaalde echter zijn grootste successen in de 24 uur van Daytona. In 1997 behaalde hij zijn eerste zege in de race voor het team Dyson Racing, die hij deelde met Rob Dyson, James Weaver, Butch Leitzinger, Andy Wallace, John Paul jr. en John Schneider. In 1999 won hij opnieuw voor Dyson, ditmaal enkel met Leitzinger en Wallace als co-coureurs. Hij won acht SCCA-kampioenschappen en nam tweemaal deel aan de 24 uur van Le Mans, waarin hij bij zijn tweede deelname in 1989 samen met Takashi Yorino en Hervé Regout tweede werd in de GTP-klasse voor het team Mazdaspeed. Hij won zijn laatste kampioenschap in 1999, toen hij de eerste titel in de American Le Mans Series behaalde. In 2005 reed hij zijn laatste volledige seizoen in de autosport, waarin hij derde werd in de DP-klasse van de Rolex Sports Car Series.